# إيلوانا إنجلارو
كانت إيلوانا إنجلارو (25 نوفمبر 1970 - 9 فبراير 2009) امرأة إيطالية من ليكو دخلت في حالة إنباتية مستديمة في 18 يناير 1992، بعد حادث سيارة، وأصبحت بعد ذلك محور معركة قضائية بين مؤيدي ومعارضي القتل الرحيم. وبعد وقت قصير من وقوع الحادث، بدأ الطاقم الطبي في توفير التغذية لإنجلارو من خلال أنبوب التغذية، لكن والدها "حارب من أجل إزالة أنبوب التغذية"، قائلاً إن ذلك سيكون نهاية كريمة لحياة ابنته. وقال إنه قبل الحادث، زارت ابنته صديقًا كان في غيبوبة وأخبرته أنها لا تريد أن يحدث لها نفس الشيء إذا كانت في نفس الحالة مرة أخرى. "  رفضت السلطات طلبه، ولكن أُلغي القرار في عام 2009، وتوفيت بعد حرمانها من التغذية بعد أن قضت سبعة عشر عامًا في حالة خضرية مستمرة.

## المحاكمة والحكم

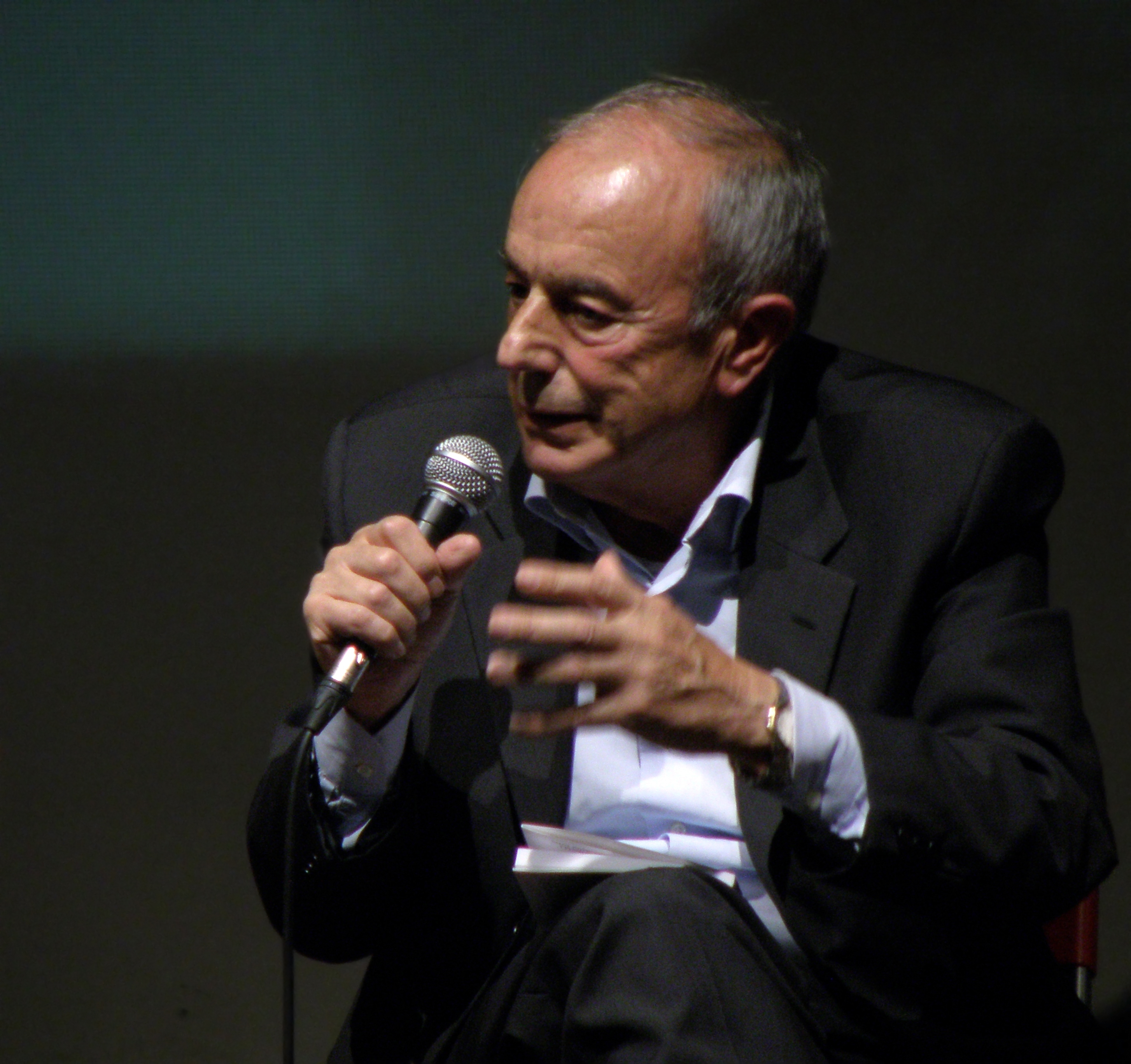
بيبينو إنغلارو، والد إيلوانا

وقد تم مناقشة القضية في المحكمة وتم رفض طلب والدها في ديسمبر 1999 من قبل محكمة الاستئناف في ميلانو وفي أبريل 2005 من قبل محكمة النقض. وفي 16 أكتوبر 2007، وافقت محكمة النقض على طلب إعادة المحاكمة.  أعلنت محكمة الاستئناف في ميلانو في 9 يوليو 2008 أنه يُسمح لوالد إيلوانا والوصي القانوني عليها، بيبينو إنجلارو، بتعليق التغذية والترطيب. 
وشهد بعض أصدقاء إيلوانا بأنها كانت تقول مراراً وتكراراً أنه من الأفضل لها أن تموت بدلاً من أن تبقى على قيد الحياة في ظروف من عدم الوعي الكامل. قبل عام تقريبًا من الحادث الذي أدى إلى دخولها في حالة إنباتية دائمة، صدمت إيلوانا عندما علمت أن صديقًا عزيزًا تعرض لحادث دراجة نارية. واعترفت بأنها صلت من أجل أن يموت بسلام دون أي معاناة أخرى. وفي وقت لاحق، ناقشت هذا الأمر مع والديها وطلبت منهما أن يعداها بأنه إذا حدث لها شيء كهذا، فلن يسمحا لها أبدًا بالبقاء على قيد الحياة وهي فاقدة للوعي ودون إرادة حرة، وتعتمد كليًا على رعاية الآخرين.
وكانت الراهبات اللواتي يعتنين بإيلوانا منذ عام 1994 في ليكو على استعداد لمواصلة معاملتهن الخيرية المعتادة، ووصل الأمر إلى حد مطالبة والد المرأة بترك الفتاة لهن ونسيانها، مؤكدين أنه يعتبر ابنته الوحيدة "ميتة" بينما يعتبرونها "حية"، دون الإشارة إلى قناعات إيلوانا. قرر والدها نقلها إلى مستشفى آخر من أجل إيقاف إطعامها وفقًا لرغباتها التي عبرت عنها مسبقًا.
وفي حين عارض البعض قرار محكمة الاستئناف، تظاهر البعض تأييدا له، ومن بينهم أعضاء حركة "راديكالي إيتالياني". في يوليو 2008، رفع البرلمان الإيطالي قضية نزاع قضائي أمام محكمة الاستئناف النهائية، مشيراً إلى أن القرار كان في الواقع يغير القوانين القائمة. وقد رفضت المحكمة هذا الطلب. في 13 نوفمبر 2008، منحت محكمة النقض العليا والد إيلوانا الحق في منع ابنته من التغذية.  وقد قوبل قرار المحكمة بانتقادات فورية من الكنيسة الكاثوليكية الرومانية.

## الأيام الأخيرة والوفاة
انتظر بيبينو إنجلارو، كما صرّح في إحدى مناسباته العلنية العديدة، حتى انتهاء جميع الاستئنافات قبل أن يعلق إطعام ابنته. في 2 فبراير 2009، نٌقلت إلى دار رعاية خاصة في أوديني، فريولي، وتم إيقاف التغذية.  في 6 فبراير 2009، أصدر رئيس الوزراء سيلفيو برلسكوني ، بعد أن أعلن أن إيلوانا تبدو "بصحة جيدة" و"بإمكانها حتى إنجاب طفل"، مرسومًا كان من شأنه أن يجبر على استمرار علاج إيلوانا، وقد دفع إيطاليا إلى أزمة دستورية عندما رفض الرئيس جورجيو نابوليتانو التوقيع على المرسوم.  صرح بيرلسكوني أنها توفيت في الساعة 19:35 (بتوقيت غرينتش+1) في 9 فبراير 2009. وقد أكد تشريح الجثة في دار الرعاية الخاصة أن وفاتها كانت بسبب حرمانها من التغذية.  كما كشف الفحص أن دماغ إيلوانا قد تعرض لأضرار لا يمكن إصلاحها، مما أظهر إصابة محورية منتشرة. بالإضافة إلى ذلك، أظهرت رئتيها علامات التنكس.  

## ردود الفعل
وانتقدت الكنيسة الكاثوليكية القرار الذي أدى إلى وفاة إنجلارو بيولوجيا. وعندما صدر القرار القضائي النهائي، اعترض الكاردينال إينيو أنتونيلي، رئيس المجلس البابوي للعائلة، على الحكم، مشيرًا إلى إنسانية إيلوانا كسبب لمعاملتها بكرامة وأنها ليست "نبتة".  حتى أن رئيس الوزراء سيلفيو برلسكوني صرّح بأن إيلوانا "تبدو بخير وبصحة جيدة" و"قد تنجب طفلاً" على الرغم من أن الشابة مصابة بشلل رباعي بسبب الإصابات التي لحقت بها في حادث السيارة. كانت ردود الفعل على وفاة إنجلارو مختلطة. أعلن عمدة روما، جياني أليمانو، أن الكولوسيوم سوف يظل مضاءً طوال الليل في 10 فبراير لإحياء ذكرى "حياة كان من الممكن إنقاذها وكان ينبغي إنقاذها". وقال عالم الأخلاقيات الحيوية جاكوب إم. آبي إن "الرحمة المتأخرة هي رحمة محرومة"، وأعرب عن أسفه لأن أسرة إنجلارو اضطرت إلى الانتظار سبعة عشر عامًا لتحقيق رغباتها.

## قراءة إضافية
- Striano، Pasquale؛ Bifulco، Francesca؛ Servillo، Giuseppe (2009). "The saga of Eluana Englaro: another tragedy feeding the media". Intensive Care Medicine. ج. 35 ع. 6: 1129–31. DOI:10.1007/s00134-009-1484-6. PMID:19367396. S2CID:30151500.
- Moratti، Sofia (2010). "The Englaro Case: Withdrawal of Treatment from a Patient in a Permanent Vegetative State in Italy". Cambridge Quarterly of Healthcare Ethics. ج. 19 ع. 3: 372–80. DOI:10.1017/S0963180110000150. PMID:20507685. S2CID:37711330.
- Luchetti، Marco (2010). "Eluana Englaro, chronicle of a death foretold: ethical considerations on the recent right-to-die case in Italy". Journal of Medical Ethics. ج. 36 ع. 6: 333–5. DOI:10.1136/jme.2009.034835. PMID:20439332. S2CID:206996429.
- Rubulotta، F؛ Rubulotta، G؛ Santonocito، C؛ Ferla، L؛ Celestre، C؛ Occhipinti، G؛ Ramsay، G (2010). "End-of-life care is still a challenge for Italy". Minerva Anestesiologica. ج. 76 ع. 3: 203–8. PMID:20203548.
- Biondi، S. (2009). "Can good law make up for bad politics? The case of Eluana Englaro". Medical Law Review. ج. 17 ع. 3: 447–56. DOI:10.1093/medlaw/fwp020. PMID:19758976.
- Baron، CH (2002). "Nutrition and hydration in PVS individuals: the Cruzan, Bland and Englaro cases". Notizie di Politeia. ج. 18 ع. 65: 181–4. PMID:15505920.